# Roy Plunkett
Roy J. Plunkett (New Carlisle, Ohio, 26 de junho de 1910 — Corpus Christi, Texas, 12 de maio de 1994) foi um químico estadunidense, que acidentalmente inventou o Teflon em 1938.
Em 6 de abril de 1938 Plunkett foi coletar em um recipiente tetrafluoretileno congelado, que seria usado na produção de um gás refrigerante. Quando ele abriu o recipiente para remover uma certa quantidade do material, nada conseguiu retirar. Foi verificar o porquê, e descobriu que havia sido formado um pó branco que não aderiu ao recipiente. O tetrafluoroetileno do recipiente tinha se polimerizado a politetrafluoroetileno (teflon), um sólido ceroso com surpreendentes propriedades como resistência à corrosão, superfície de baixa fricção e alta resistência ao calor.